# Wangen, Bas-Rhin
Wangen là một xã thuộc tỉnh Bas-Rhin trong vùng Grand Est đông bắc Pháp.